# Kingiodendron
Genre
Classification phylogénétique
Kingiodendron est un genre de plantes à fleurs dicotylédones de la famille des Fabaceae, sous-famille des Caesalpinioideae. Ce sont des arbres originaires des régions tropicales d'Asie et d'Océanie, qui compte cinq espèces acceptées.
Selon Plants of the World Online, c'est un synonyme de Prioria.

## Description
Ce sont des arbres de grande taille qui poussent dans les forêts pluviales des plaines tropicales, souvent le long des cours d'eau ou dans les plaines inondables.

## Étymologie
Le nom générique, « Kingiodendron », est un hommage à George King (1840-1909), botaniste britannique qui fut directeur du Service de recherche botanique de l'Inde.

## Liste d'espèces
Selon The Plant List (24 septembre 2018) :
- Kingiodendron alternifolium (Elmer) Merr. & Rolfe
- Kingiodendron novoguineense Verdc.
- Kingiodendron pinnatum (DC.) Harms
- Kingiodendron platycarpum B.L.Burtt
- Kingiodendron tenuicarpum Verdc.